# Rolf Storsveen
Rolf Storsveen (ur. 22 kwietnia 1959 w Elverum) – norweski biathlonista, wicemistrz olimpijski i wicemistrz świata.

## Kariera
Pierwszy sukces osiągnął podczas mistrzostw świata w Mińsku w 1982 roku, wspólnie z Eirikiem Kvalfossem, Kjellem Søbakiem i Oddem Lirhusem zdobywając srebrny medal w sztafecie. Nie startował tam w konkurencjach indywidualnych. Wynik ten reprezentacja Norwegii w tym samym składzie powtórzyła na rozgrywanych dwa lata później igrzyskach olimpijskich w Sarajewie. Wystąpił tam ponadto w biegu indywidualnym, kończąc rywalizację na szóstej pozycji. Brał również udział w mistrzostwach świata w Ruhpolding w 1985 roku, gdzie wraz z kolegami z reprezentacji zajął czwarte miejsce w sztafecie. Ponownie nie wystartował tam w żadnej konkurencji indywidualnej.
W Pucharze Świata zadebiutował 23 stycznia 1982 roku w Anterselvie, zajmując dziesiąte miejsce w sprincie. Tym samym już w swoim debiucie zdobył pierwsze punkty. Na podium indywidualnych zawodów tego cyklu jedyny raz stanął 19 stycznia 1984 roku w Ruhpolding, gdzie był trzeci w biegu indywidualnym. Wyprzedzili go tam jedynie Peter Angerer z RFN i Tapio Piipponen z Finlandii. Najlepsze wyniki osiągnął w sezonie 1983/1984, kiedy zajął dziesiąte miejsce w klasyfikacji generalnej.

## Osiągnięcia

### Igrzyska olimpijskie
| Rok  | Miejscowość | Konkurencje | Konkurencje | Konkurencje | Konkurencje | Konkurencje | Konkurencje | Konkurencje |
| Rok  | Miejscowość | IN          | SP          | PU          | MS          | RL          | MR          | SR          |
| ---- | ----------- | ----------- | ----------- | ----------- | ----------- | ----------- | ----------- | ----------- |
| 1984 | Sarajewo    | 6.          | –           | nd.         | nd.         | 2.          | nd.         | –           |

### Mistrzostwa świata
| Rok  | Miejscowość | Konkurencje | Konkurencje | Konkurencje | Konkurencje | Konkurencje | Konkurencje | Konkurencje |
| Rok  | Miejscowość | IN          | SP          | PU          | MS          | RL          | MR          | SR          |
| ---- | ----------- | ----------- | ----------- | ----------- | ----------- | ----------- | ----------- | ----------- |
| 1982 | Mińsk       | –           | –           | nd.         | nd.         | 2.          | nd.         | –           |
| 1985 | Ruhpolding  | –           | –           | nd.         | nd.         | 4.          | nd.         | –           |

### Puchar Świata

#### Miejsca w klasyfikacji generalnej
| Sezon     | Miejsce |
| --------- | ------- |
| 1981/1982 | 30.     |
| 1982/1983 | -       |
| 1983/1984 | 10.     |
| 1984/1985 | 54.     |

#### Miejsca na podium chronologicznie
| Lp. | Dzień       | Rok  | Miejscowość | Konkurencja                | Lokata | Pudła   | Czas biegu | Strata | Zwycięzca     |
| --- | ----------- | ---- | ----------- | -------------------------- | ------ | ------- | ---------- | ------ | ------------- |
| 1.  | 19 stycznia | 1984 | Ruhpolding  | Bieg indywidualny na 20 km | 3.     | 0+0+0+0 | 1:04:56,2  | +45,9  | Peter Angerer |